# Fuxingchang (köpinghuvudort i Kina, Hunan Sheng, lat 29,83, long 111,85)
Fuxingchang är en köpinghuvudort i Kina. Den ligger i provinsen Hunan, i den södra delen av landet, omkring 210 kilometer nordväst om provinshuvudstaden Changsha. Antalet invånare är 15 461. Befolkningen består av 7 678 kvinnor och 7 783 män. Barn under 15 år utgör 12,0 %, vuxna 15-64 år 74 %, och äldre över 65 år 12,0 %.
Runt Fuxingchang är det tätbefolkat, med 459 invånare per kvadratkilometer. Närmaste större samhälle är Zhangzhuangpu, 10,5 km nordost om Fuxingchang. Trakten runt Fuxingchang består till största delen av jordbruksmark.
Genomsnittlig årsnederbörd är 1 565 millimeter. Den regnigaste månaden är maj, med i genomsnitt 222 mm nederbörd, och den torraste är december, med 22 mm nederbörd.